# Manfred Wurm
Manfred Wurm (* 24. Dezember 1949 in St. Georgen am Reith) ist ein ehemaliger österreichischer Politiker (SPÖ) und Bezirksvorsteher im 23. Wiener Gemeindebezirk Liesing.

## Berufliche und schulische Laufbahn
Manfred Wurm absolvierte seine schulische Ausbildung zunächst am Musisch-pädagogischen Bundesrealgymnasium Kundmanngasse in Wien-Landstraße und besuchte danach die Pädagogische Akademie des Bundes in Wien. 1971 legte er die Lehramtsprüfung für Volksschulen ab und arbeitete danach bis 1980 als Lehrer an der Hauptschule in Wien-Liesing, Inzersdorf und an der integrierten Gesamtschule in Wien-Liesing, Atzgersdorf. Daneben war Wurm als Gebietsreferent der Kinderfreunde tätig und absolvierte die Ausbildung zum Hauptschullehrer. 1978 legte er die Lehramtsprüfung für Hauptschulen in Deutsch sowie Geografie und Wirtschaftskunde ab und leistete zwischen 1980 und 1981 den Präsenzdienst ab. 1995 absolvierte er die Dienstprüfung für den allgemeinen Verwaltungsdienst der Stadt Wien.

## Politische Laufbahn
Neben seiner Tätigkeit bei den Kinderfreunden arbeitete Manfred Wurm zwischen 1980 und 1983 als Sekretär im Zentralsekretariat der SPÖ, wo seine Tätigkeit die Kompetenzen in Organisationsfragen, Parteitagen, Wahlen und Kontakten zum Bund Sozialdemokratischer Parteien in der EG umfassten. Danach war Wurm bis 1988 als Bezirkssekretär der SPÖ Liesing und  Klubobmann der SPÖ-Bezirksfraktion Liesing tätig. 1988 stieg er zum Wiener Landtagsabgeordneter und Gemeinderat auf und arbeitete ab 1990 zusätzlich als Referent des Österreichischen Städtebundes. 1995 legte Wurm seine Funktionen im Landtag und Gemeinderat sowie im Städtebund zurück und wurde am 21. September 1995 als Nachfolger von Johann Wimmer zum Bezirksvorsteher von Wien-Liesing gewählt. Am 20. September 2012 wurde er in dieser Funktion durch seinen Nachfolger, Gerald Bischof, abgelöst. Mit 1. Oktober 2012 ging Manfred Wurm nach 17-jähriger Amtszeit in Pension.
Viele Aktionen in Liesing fanden in Manfred Wurm tatkräftige Unterstützung – z. B. der Ausbau von Schulen und der Polizeistation, die Bürgerinitiative gegen den Fluglärm und die Errichtung des Sterngartens am Georgenberg.